# Chlorure de magnésium
Le chlorure de magnésium est un composé chimique de formule MgCl2 (un cation magnésium Mg2+ et deux anions chlorure Cl−). C'est un composé ionique très soluble dans l'eau. C'est un acide de Lewis faible, ce qui explique qu'il s'hydrolyse facilement sous l'action de la chaleur pour donner du chlorure de magnésium hexahydraté.
Le chlorure de magnésium peut être extrait dans des mines ou à partir de saumure ou d'eau de mer, on en tire alors le magnésium (sous forme de métal) par électrolyse.

## Propriétés chimiques
Le chlorure de magnésium permet de former d'autres composés du magnésium, par exemple par précipitation :
MgCl2 (aq) + Ca(OH)2 (aq) → Mg(OH)2 (s) + CaCl2 (aq)
Il est électrolysé pour donner le métal de magnésium :
MgCl2 (l) → Mg (l) + Cl2 (g)
Ces deux réactions sont utilisées dans le procédé Dow (en) pour produire le magnésium métallique.

## Utilisations diverses
Le chlorure de magnésium est utilisé dans de nombreux domaines, en plus de l'extraction du magnésium métallique. Il sert aussi dans la fabrication de textiles, papier, agents ignifugeants, ciments, etc. Bien qu'on ne le recommande pas pour réduire la poussière des routes, le chlorure de magnésium est un abat-poussière de remplacement utilisé sur les piles de matériel, l'accotement des routes ou les bassins servant au transfert de matériel[réf. nécessaire].

## Utilisations alimentaires
Il est aussi utilisé dans l'alimentation :
- comme additif alimentaire et possède le numéro E511[7] ;
- comme complément alimentaire (en poudre ou nigari) ;
- pour faire coaguler le lait de soja en tofu (nigari).

### Comment et où en trouver?
Le sel alimentaire naturel contient naturellement du chlorure de magnésium. Le sel raffiné en contient beaucoup moins. On peut extraire le chlorure de magnésium de l'eau de mer (teneur : 1,3 kg/m3)
Le chlorure de magnésium se présente sous forme de paillettes ou de poudre blanche soluble dans l'eau. Sa couleur peut varier mais reste sans incidence sur ses propriétés.

#### Sous forme de poudre blanche
Le chlorure de magnésium est vendu en magasins biologiques (en sachets de 100 g et 1 kg) et en pharmacie (en sachets de 20 g). Il peut aussi se trouver au détail dans certaines pharmacies.

#### Sous forme de paillettes: le nigari

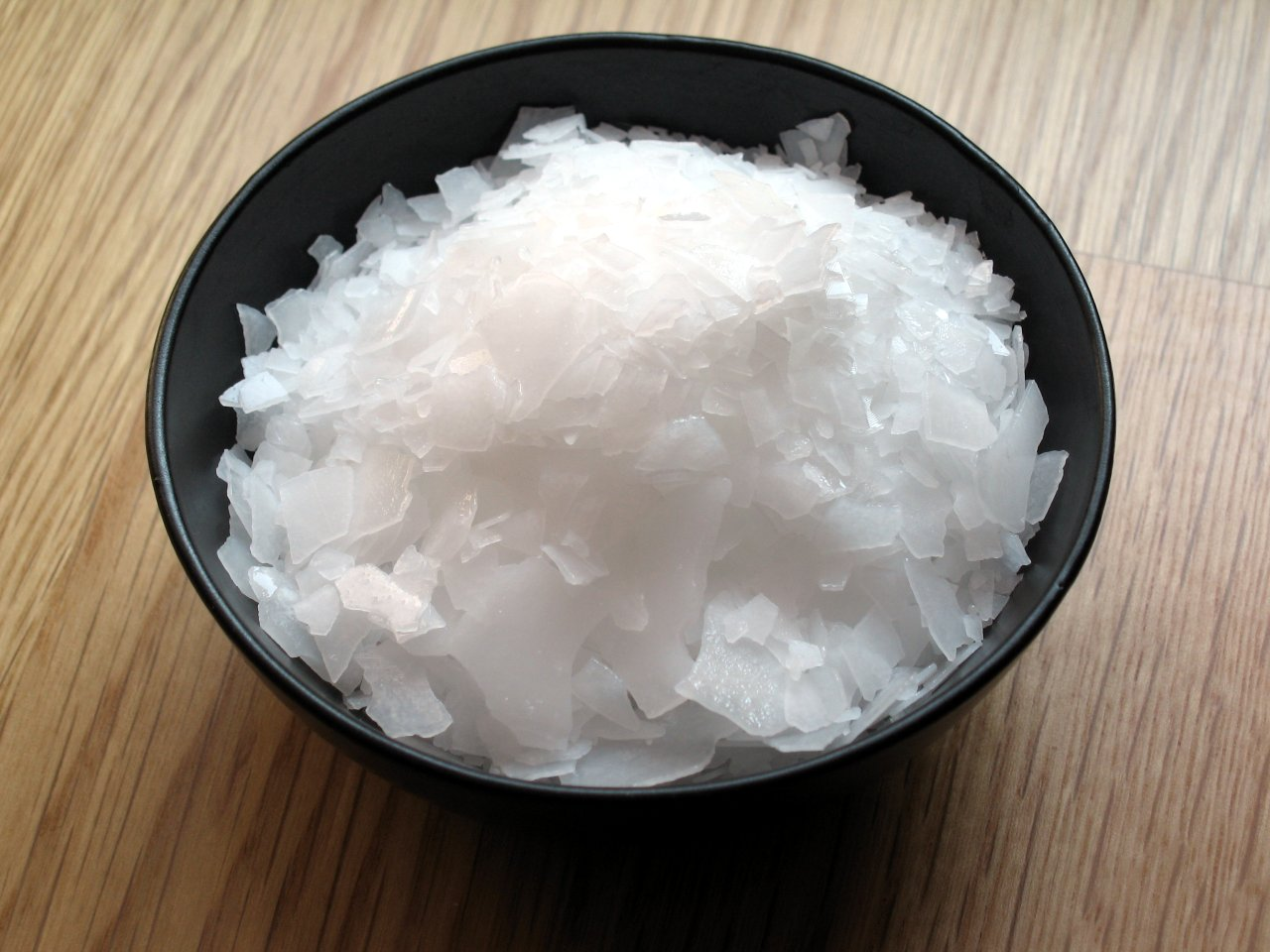
Paillettes de nigari

Au Japon, nigari est le nom traditionnel donné au chlorure de magnésium, dérivé du mot japonais signifiant amer. Présenté sous forme de poudre blanche ou de cristaux, il sert de coagulant pour la préparation du tofu à partir du lait de soja.
Le nigari est, en fait, du chlorure de magnésium naturel, c’est-à-dire qui n'est pas complètement raffiné (il contient jusqu'à 5 % de sulfate de magnésium et minéraux divers). Les cristaux sont originaires des lacs de la province chinoise du Qinghai, pour être ensuite retravaillés au Japon. Il y a des millions d'années, cette région abritait un ancien océan qui s'est progressivement asséché et dont ne subsistent de nos jours que des lacs salés aux eaux saumâtres saturées en sel où le chlorure de magnésium cristallise.
Il s'agit d'un complément alimentaire bon marché apportant du magnésium, d'où son intérêt au regard d'un déficit généralisé dans notre consommation actuelle (pour être en pleine santé, le corps humain doit notamment bénéficier d'un équilibre entre le calcium et le magnésium).

### Précautions d'utilisation
La consommation excessive de chlorure de magnésium est éliminée naturellement par l'organisme dans les urines chez un individu sain. Son effet secondaire le plus fréquent est la diarrhée, à partir de 350 mg par jour.
Il y a un risque de déshydratation s'il y a une surconsommation prolongée. Il est totalement à proscrire chez les personnes présentant une insuffisance rénale, un état hémolytique (anémie), chez les hémophiles, les comateux, et en cas de maladie grave du myocarde.
Une insuffisance rénale pouvant survenir en état de fatigue accrue, il est conseillé de ne pas surdoser un apport supplémentaire en magnésium. Un excès de magnésium dans le sérum sanguin entraîne une hypermagnésiémie et des effets néfastes apparaissent aux concentrations trop élevées :
- vers 4 mEq/l, on constate une absence généralisée de réflexes (hyporéflexie) ;
- entre 5 et 10 mEq/l on constate de l'arythmie cardiaque ;
- au-delà de 13 mEq/l l'arrêt cardio-circulatoire est constaté.

Dans le cas d'insuffisance rénale sévère due à des calculs rénaux, les sels de magnésium peuvent en excès, participer à la formation de nouveaux calculs de struvite, un phosphate mixte hexa-hydraté d'ammonium et de magnésium (NH4MgPO4 • 6 H2O).
En cas d'apport excessif chronique, ou d'intoxication aiguë, aux sels de magnésium, on observe un état de fatigue généralisée, des vomissements accompagnés d'un état nauséeux, une décalcification (hypocalcémie), de l'hypotension, des troubles respiratoires, de l'arythmie et de l'asystolie,.

## Propriétés médicinales

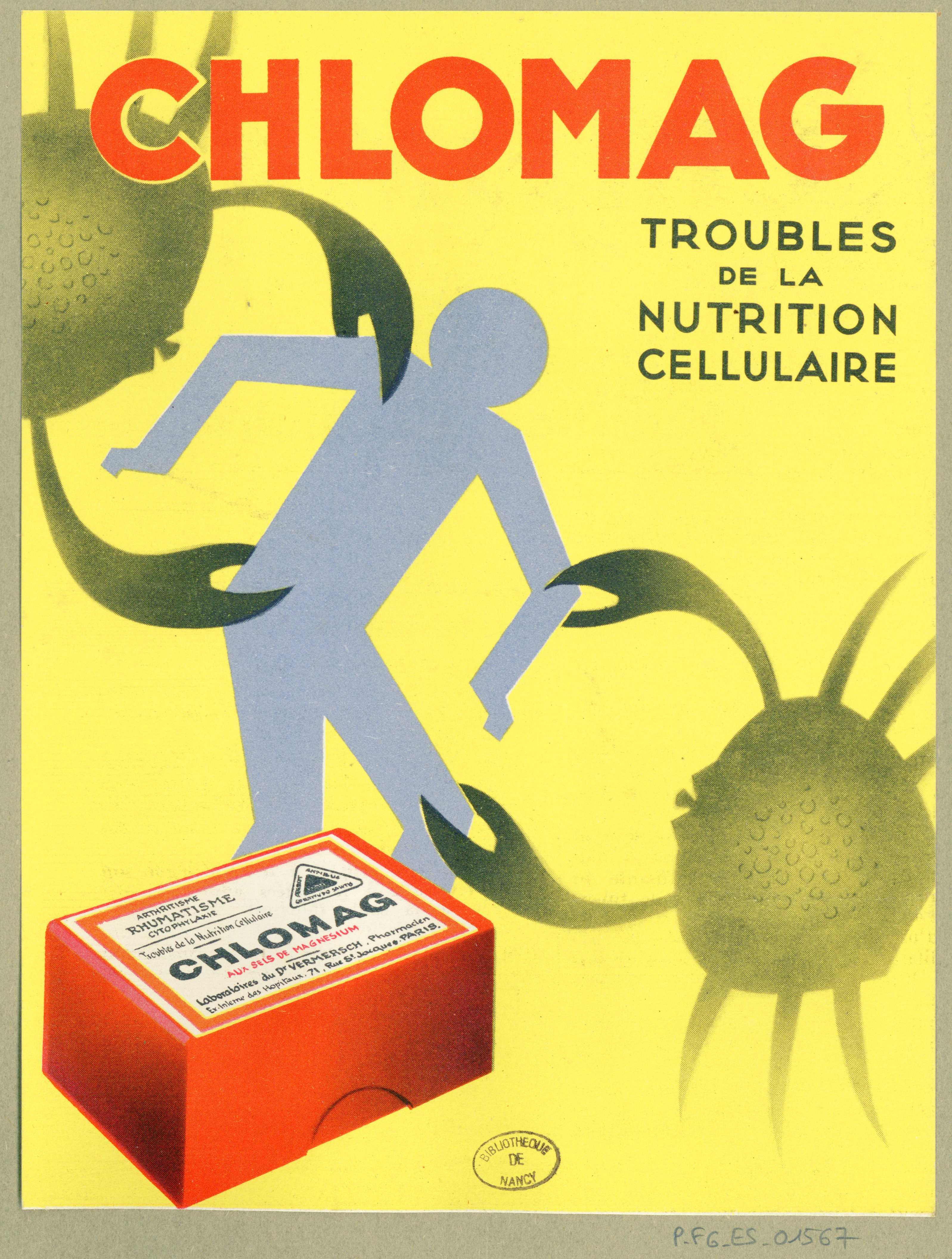
Publicité pharmaceutique

En France, sous ses différentes formes, le magnésium est le plus souvent prescrit aux femmes enceintes ou allaitantes, aux sportifs (crampes, asthénie, performances), en cas de pathologie sous-jacentes telles que la dépression, ou dans les pathologies pouvant entraîner une perte excessive de magnésium.
Le chlorure de magnésium, comme le sulfate de magnésium (epsomite), est traditionnellement prescrit comme laxatif. Il a cependant tendance à favoriser l'acidose. En revanche, l'hydroxyde de magnésium (Mg(OH)2, brucite) est utilisé comme antiacide en combinaison, ou non, avec l'hydroxyde d'aluminium (Al(OH)3) pour apaiser les maux d'estomac et lutter contre le reflux gastrique. Le Maalox (magnésium aluminium oxide) est un médicament contre le reflux gastro-œsophagien à base d'une combinaison d'hydroxydes de magnésium et d'aluminium.
En 1915, le chirurgien Pierre Delbet a mis en évidence qu'une application sous-cutanée de chlorure de magnésium stimulait significativement la phagocytose, et il en a promu l'usage comme complément ou substitut aux antiseptiques sur les plaies.
Il a également mené des recherches concluant que, appliqués par voie sous-cutanée, le chlorure de magnésium et les sels halogénés de magnésium en général avaient une action prophylactique sur les cancers et limitaient le développement des tumeurs. Ses recherches et celles de son successeur Auguste Neveu n'ont jamais fait l'objet de publication dans une revue scientifique.
Les recherches ultérieures sur l'usage du chlorure de magnésium dans la lutte contre le cancer sont rares et n'ont pas pu confirmer ces résultats : bien qu'un effet positif soit parfois constaté dans des leucémies lymphatiques, le lien entre les compléments alimentaires à base de magnésium et la prévention des cancers fait l'objet de controverses, étant parfois considéré comme confirmé, mais souvent plus ténu,,.
Une étude de 1967 suggère que le chlorure de magnésium augmente le potentiel infectieux de certains virus.
En application cutanée, il est quasiment impossible pour les ions magnésium de franchir la barrière cutanée. Le chlorure de magnésium permet néanmoins d'accélérer la réparation de la peau,.